# Karl Adam (teolog)
Karl Borromäus Adam, född 22 oktober 1876, död 1 april 1966, var en tysk romersk-katolsk teolog.
Adam blev professor i dogmatik i Tübingen 1919. Adam eftersträvade en syntes mellan katolicism och modernt tänkande, i det han ville påvisa, hur den katolska läran innebar lösningen på de moderna kulturproblemen. 
Bland hans skrifter märks Das Wesen der Katholizismus (1924, 9:e upplagan 1940), Jesus Christus (1933, 6:e upplagan 1939), Gesammelte Aufsätze (1936) samt dogmhistoriska undersökningar över Augustinus. I svensk översättning finns Tro och kärlek (1932).